# Загірне (заказник)
Загі́рне — гідрологічний заказник місцевого значення в Україні. Розташований у межах Носівського району Чернігівської області, на північний схід від міста Носівка. 
Площа 14 га. Статус присвоєно згідно з рішенням Чернігівського облвиконкому від 27.12.1984 року № 454; від 28.08.1989 року № 164. Перебуває у віданні ДП «Ніжинське лісове господарство» (Носівське л-во, кв. 48, 49). 
Статус присвоєно для збереження лучно-болотного природного комплексу лівобережної заплави і стариці річки Остер (притока Десни). До території заказника прилягає лісовий масив, у якому зростають дуб, вільха, береза. 